# Trachyopella brachystoma
Trachyopella brachystoma är en tvåvingeart som först beskrevs av Papp 1972.  Trachyopella brachystoma ingår i släktet Trachyopella och familjen hoppflugor. Inga underarter finns listade i Catalogue of Life.